# Tubuk Rajan
Tubuk Rajan is een bestuurslaag in het regentschap Lembata van de provincie Oost-Nusa Tenggara, Indonesië. Tubuk Rajan telt 559 inwoners (volkstelling 2010).